# 43e régiment aéronaval
Le 43e régiment aéronaval anciennement 43e régiment d'aviation de chasse « Sébastopol », des ordres du Drapeau rouge et de Koutouzov, aussi connu sous le nom de 43e régiment d'aviation d'action navale « Sébastopol » de la flotte de la mer Noire, des ordres du Drapeau rouge et de Koutouzov (unité militaire n ° 59882), est une unité militaire des forces aériennes soviétiques qui se distingua sur le front de l'Est pendant la Seconde Guerre mondiale,. Au XXe siècle, l'unité rejoint la flotte de la mer Noire, où elle est toujours la principale force de frappe de la flotte russe présente dans ce secteur.

## Création et différentes dénominations
- 6 mai 1938 : 43e régiment d’aviation de chasse[3] ;
- 9 juin 1942 : 43e régiment d’aviation mixte[4] ;
- 1er avril 1960 : 43e régiment de chasseurs-bombardiers de l'ordre du Drapeau rouge de Sébastopol ;
- 1er décembre 1990 : 43e régiment de chasseurs bombardiers de l'ordre drapeau rouge de Sébastopol ;
- 43e régiment d'aviation navale d'assaut indépendant des ordres du Drapeau rouge de Sébastopol et de Koutouzov (unité militaire 13111) ;
- 1er octobre 1995 : 43e escadron indépendant de l'ordre du Drapeau rouge de Sébastopol ;
- décembre 2004 : 43e régiment indépendant d'aviation navale d'assaut des ordres du Drapeau rouge Sébastopol et de Koutouzov ;
- 2009 : 7058e base d'aviation navale des ordres du Drapeau Rouge de Sébastopol et de Koutouzov
- 2014 : 43e régiment aéronaval, également appelé 43e régiment d'aviation navale d'assaut des ordres du Drapeau rouge de Sébastopol et de Koutouzov